# Сграда на „Банк Отоман“ (Солун)
Сградата на Банк Отоман или Сградата на Солунската държавна консерватория (на гръцки: Κτίριο Παλιάς Οθωμανικής Τράπεζας) е историческа постройка в град Солун, Гърция.

## Местоположение
Сградата е разположена във Франкомахала, на улица „Франки“ № 15.

## История
Първоначалната сграда е собственост на английския консул в Солун Джон Абът, който построява луксозно имение около 1840 година. В 1863 година сградата е продадена на Отоманската банка, която отваря в нея солунския си клон. На 29 април 1903 година година обаче сградата е взривена и унищожена от български анархисти по време на Солунските атентати. Оцеляват единствено части от фасадата и трезорът в мазето.
Постройката на новата сграда е възложена на видния архитект Виталиано Позели и тя е открита на 20 юни 1904 година. Построена е от дебърския майстор Атанас Митровски. Сградата бързо става една от забележителностите на града и се споменава във всички пътеводители. При Солунския пожар в 1917 година претърпява минимални щети, тъй като е защитена от пожарникари. В 1921 година е извършена реставрация от Плобер, а в 1924 година от Ели Модиано. В 1930 година престава да бъде банка и 1949 година става собственост на Института за социално осигуряване. През 1977 година сградата е обявена за паметник на културата. На следната 1978 година пострадва силно от Солунското земетресение и в продължение на 6 години е изоставена. След реконструкция от 1983 година в нея е настанена Солунската държавна консерватория.

## Описание
От архитектурна гледна точка сградата е необарокова с много влияния от френската архитектура. Позели запазва старата фасада за основа. Доминиращ елемент в организацията му е вътрешният двор, в който се влиза през засводен стъклен вход. Друга отличителна черта на сградата са големите балкони с ренесансови елементи и впечатляващото стълбище. Статуите в градината са внесени от европейски страни.